# Лазар Поплазаров
Лазар Поплазаров (на македонска литературна норма: Лазо поп Лазаров) е гръцки комунист, член на Комунистическата партия на Гърция отпреди Втората световна война.

## Биография
Лазар Поплазаров е роден в костурското село Добролища. По професия е учител, но се присъединява към КПГ. Между 1941 и 1943 година е затворен от Италианските окупационни власти. През лятото на 1943 година е командир на въоръжена чета в ЕЛАС. Член е на Окръжното ръководство на СНОФ за Костурско до 1944 година, в същото време е редактор на вестник „Славяномакедонски глас“. През 1945 година е инструктор на НОФ в Костурско, Леринско и Гуменджанско. През 1947 година е секретар на Главното ръководство на НОФ.